# Patty Schnyder
Patty Schnyder (ur. 14 grudnia 1978 w Bazylei) – szwajcarska tenisistka, półfinalistka wielkoszlemowego Australian Open 2004 w grze pojedynczej, półfinalistka dwóch turniejów wielkoszlemowych w grze podwójnej, reprezentantka Szwajcarii w Pucharze Federacji i na letnich igrzyskach olimpijskich. Tenisistka leworęczna z oburęcznym backhandem.

## Kariera tenisowa

### Występy juniorskie
Patty Schnyder jako nastolatka występowała w juniorskich rozgrywkach Międzynarodowej Federacji Tenisowej. Pierwszy ważniejszy sukces odniosła w 1994 roku, wygrywając Międzynarodowej Mistrzostwa Szwajcarii po finale z Carą Black. W 1996 była w ćwierćfinale juniorskiego French Open, gdzie przegrała z Amélie Mauresmo.

### 1994-1997
W sierpniu 1994 roku otrzymała status profesjonalnej tenisistki. Jeszcze w tym samym roku próbowała swoich sił w eliminacjach turniejów WTA w Lucernie i Zurychu. W 1995 roku, po serii znakomitych występów w turniejach ITF (trzy zwycięstwa i jedna porażka w finale), w październiku otrzymała dziką kartę turnieju w Zurychu, był to pierwszy występ Schnyder w głównej drabince turnieju rangi WTA. W swoim pierwszym meczu pokonała Irinę Spîrleę 2:6, 6:3, 6:4, by w drugiej rundzie nie sprostać rozstawionej z numerem drugim Mary Pierce 1:6, 3:6. W kwietniu 1996 roku po raz pierwszy zakwalifikowała się do turnieju WTA (Hamburg) dzięki rankingowi, nie musząc grać w eliminacjach. W pierwszym meczu pokonała Sandrę Cacic 6:7(4), 6:4, 6:2, a w drugiej rundzie uległa trzeciej rakiecie świata Arantxy Sánchez Vicario 2:6, 0:6. Miesiąc później po raz pierwszy wystąpiła w turnieju wielkoszlemowym – przegrała w pierwszej rundzie French Open 1997 z Henriettą Nagyovą 6:2, 4:6, 4:6. We wrześniu doszła do swojego pierwszego finału imprezy WTA, w Karlovych Varach, w drugiej rundzie eliminując najwyżej rozstawioną Barbarę Paulus 3:6, 7:6(6), 6:4, a w meczu mistrzowskim ulegając Ruxandrze Dragomir 2:6, 6:3, 4:6. W styczniu 1997 osiągnęła czwartą rundę Australian Open, ogrywając w meczu otwarcia Ivę Majoli (8 WTA), a w trzeciej rundzie Magdalenę Grzybowską. Awansowała do półfinału w Rzymie, w którym uległa Conchicie Martínez 2:6, 2:6. Wcześniej pokonała wysoko notowane Yayuk Basuki 6:0, 6:1, Sandrine Testud 7:6(4), 6:0, Amandę Coetzer 7:6(3), 7:5 oraz Arantxę Sánchez Vicario 6:1, 6:1. Pod koniec roku doszła, przez eliminacje, do półfinału turnieju we Filderstadt, pokonując po drodze Helenę Sukovą 7:6(11), 6:2 i Ivę Majoli 6:2, 6:2, ulegając w meczu o awansu do finału Amandzie Coetzer 2:6, 5:7.

### 1998-2001
W styczniu 1998 wygrała swój pierwszy turniej WTA w Hobarcie, pokonując w finale Dominique Monami. Była wówczas tenisistką z trzeciej dziesiątki światowego rankingu. Kolejny sukces odniosła w lutym w Hanowerze, gdzie w meczu o tytuł ograła trzecią rakietę świata, Janę Novotną. W maju zdobyła trzecie mistrzostwo, tym razem w Madrycie, a wkrótce zameldowała się w ćwierćfinale French Open (pierwszy wielkoszlemowy ćwierćfinał). Jako najwyżej rozstawiona i dwunasta zawodniczka globu triumfowała przed własną publicznością w Maria Lankowitz, a tydzień później także w Palermo. Osiągnęła ćwierćfinał US Open, wygrywając w czwartej rundzie ze Steffi Graf. Zakwalifikowała się do Mistrzostw WTA, odpadła na samym początku po porażce z Martiną Hingis. Awansowała do czołowej dziesiątki rankingu światowego.
Sezon 1999 otworzyła zdobyciem mistrzostwa w Gold Coast po finale z najwyżej rozstawioną Pierce; w marcu doszła do półfinału w Hilton Head, ulegając Annie Kurnikowej; do końca roku grywała najwyżej w ćwierćfinałach i wypadła do trzeciej dziesiątki notowań. Jej najlepszy wynik w 2000 roku to finał z Klagenfurtu. Passę słabych występów przerwała wicemistrzostwem z Wiednia, wywalczonym w lipcu 2001; przegrała z Irodą Tulyaganovą, a po drodze wyeliminowała Anke Huber. W listopadzie triumfowała w swoim siódmym zawodowym turnieju w Pattayi. Spadła do piątej dziesiątki światowego rankingu.

### 2002-2004
W kwietniu 2002 zagrała w finale w Charleston po wiktoriach nad samymi utytułowanymi koleżankami: Virginią Ruano Pascual, Amélie Mauresmo, Mary Pierce, Sereną Williams i Jennifer Capriati (1 WTA), w finale pokonana przez Ivę Majoli. Awansowała na 17. miejsce w klasyfikacji WTA. W październiku triumfowała w Zurychu po dramatycznym finale z Lindsay Davenport (wynik 6:7(5), 7:6(8), 6:3; obrona piłki meczowej w tie-breaku drugiego seta). zakwalifikowała się do Mistrzostw WTA po raz drugi w karierze, ale odpadła w pierwszej rundzie. W 2003 wystąpiła w półfinałach w Gold Coast, Sopocie i Linzu.
W styczniu 2004 osiągnęła swój jedyny w karierze półfinał turnieju wielkoszlemowego w grze pojedynczej. W Melbourne była rozstawiona z numerem 22, odprawiła Paolę Suárez, Nathalie Dechy, Lisę Raymond, zatrzymując się na późniejszej wicemistrzyni, Kim Clijsters. W Charleston również awansowała do półfinału, eliminując po drodze Jelenę Diemientjewą i Lindsay Davenport. W Birmingham przepadła w konfrontacji z Mariją Szarapową, która niespełna miesiąc później wygrała Wimbledon. Na koniec sezonu przed własną publicznością w Zurychu również walczyła o wejście do finału, ale uległa Alicii Molik. Wcześniej jednak pokonała Magdalenę Maleewą, Fabiolę Zuluagę i Paolę Suárez.

### 2005-2008
W 2005 roku Schnyder ponownie zaczęła być bardzo znaczącą postacią w kobiecym tenisie. W pierwszym turniejowym starcie w sezonie odniosła zwycięstwo, pokonując w finale w Gold Coast faworytkę publiczności, Samanthę Stosur. Wkrótce awansowała do ćwierćfinału Australian Open. W Charleston i Berlinie zagrała w półfinałach; w tym drugim występie eliminując Kim Clijsters i Swietłanę Kuzniecową. Została wicemistrzynią w zawodach pierwszej kategorii w Rzymie, pokonała tam Mariję Szarapową. W lipcu dodała do swojej kolekcji dziewiąty profesjonalny tytuł, wygrywając w Cincinnati. Jesienią wystąpiła w finałach w Zurychu i Linzu; ponownie zakwalifikowała się do Mistrzostw WTA, ale nie przeszła fazy grupowej.
W 2006 była wicemistrzynią w Charleston (przegrała z Nadią Pietrową) i Stanford (uległa Kim Clijsters); sześciokrotnie grała w półfinałach. Cały sezon spędziła w czołowej dziesiątce rankingu WTA. W 2007 zakończyła na finałach rywalizację w San Diego i Linzu; w Dosze bliska była pokonania Justine Henin; przegrała 6:3, 4:6, 5:7, prowadziła 5:3 w trzecim secie i miała piłkę meczową. Po raz pierwszy w karierze doszła do czwartej rundy Wimbledonu. W 2008 na Bali wygrała swój ostatni profesjonalny turniej w grze pojedynczej, w finale ogrywając Tamirę Paszek. W tym samym roku była finalistką w Bangalore.

### 2009-2011
Do 2011 roku awansowała jeszcze do trzech finałów: w 2009 i 2010 w Budapeszcie i w 2010 w Linzu. Odnotowała kilka cennych zwycięstw: w 2009 roku w Rzymie nad Sereną Williams (2 WTA), w Madrycie nad Nadią Pietrową (10 WTA) i Jeleną Janković (4 WTA), w Luksemburgu nad Kim Clijsters (18 WTA), oraz w 2010 roku w Madrycie nad Agnieszką Radwańską (9 WTA),.
Ostatni zawodowy występ Szwajcarki miał miejsce podczas wielkoszlemowego French Open 2011. Przegrała mecz pierwszej rundy gry pojedynczej z Soraną Cîrsteą 1:6, 3:6; w deblu wystąpiła w parze z Anną Leną Grönefeld i odpadły w drugiej rundzie.
Szwajcarka ogłosiła zakończenie tenisowej kariery dnia 28 maja 2011 w Paryżu, w czasie trwania wielkoszlemowego Roland Garros.

### 2015-2016
W lipcu 2015 roku Szwajcarka wznowiła tenisową karierę. W dwóch pierwszych startach przegrała mecze otwarcia, ale w turnieju w Oldenzaal udanie przeszła przez eliminacje i została powstrzymana dopiero w ćwierćfinale. Na przełomie sierpnia i września nastąpił przełom, gdyż wygrała zawody w Pradze (ITF z pulą nagród 10.000 dolarów) – był to czwarty triumf Schnyder na tym poziomie rozgrywek. Wówczas powróciła do rankingu WTA Tour. Do końca sezonu zaliczyła jeszcze jeden finał turnieju ITF – w połowie grudnia w meczu mistrzowskim w Bankoku uległa Kai Kanepi 3:6, 3:6. Rok zakończyła na 740. miejscu w rankingu WTA Tour.
W styczniu 2016 roku wystąpiła w dwóch turniejach ITF, w obu przegrywając w drugim meczu. Miesiąc później przeszła przez eliminacje we włoskim Beinasco, a w głównym turnieju odpadła w drugiej rundzie. W kwietniu wróciła na korty WTA i przystąpiła do kwalifikacji do turnieju rangi WTA Premier w Charleston. Mimo porażki w pierwszej rundzie z Samanthą Crawford 2:6, 6:1, 2:6 osiągnęła najwyższą pozycję po powrocie do tenisa – w notowaniu z 11 kwietnia 2016 roku została sklasyfikowana na 450 miejscu.

### Gra podwójna
Patty Schnyder odnosiła sukcesy również w grze podwójnej. W 1998 wygrała zawody WTA w Hamburgu, partnerując Barbarze Schett. Z Austriaczką triumfowała również dwukrotnie w turnieju halowym w Paryżu (2003, 2004). W lutym 2002 zwyciężyła w Antwerpii w parze z Magdaleną Maleewą; ostatni tytuł odnotowała w 2008 w Stuttgarcie (z Grönefeld). Jedenaście razy kończyła turnieje deblowe w roli wicemistrzyni; między innymi w 1999 w Hilton Head (pierwsza kategoria) i w 2009 w Charleston (ranga Premier). Regularnie brała udział w imprezach wielkoszlemowych w tej konkurencji. W US Open 2004 awansowała do półfinału (z Schett, przegrały z Kuzniecową i Lichowcewą), a potem wyrównała ten wynik we French Open 2005 w duecie z Coriną Morariu. 6 czerwca 2005 zajmowała piętnaste miejsce w rankingu deblistek WTA.
Okazyjnie próbowała swoich sił w wielkoszlemowych turniejach gry mieszanej. Cztery razy odpadła w pierwszej rundzie, raz w drugiej, a podczas Australian Open 2009 uzyskała najlepszy rezultat, jakim jest ćwierćfinał. Jej partnerem był wówczas Wesley Moodie, a pogromcami szwajcarsko-południowoafrykańskiego duetu okazali się Anabel Medina Garrigues i Tommy Robredo.

### Występy reprezentacyjne
W latach 1996–2011 reprezentowała Szwajcarię w rozgrywkach o Puchar Federacji. W 1998 jej drużyna została finalistą tego turnieju; Schnyder przegrała wtedy trzy spotkania z hiszpańskimi rywalkami. Jej partnerką w ekipie była Martina Hingis (składy były dwuosobowe). W kolejnych edycjach Szwajcarki nie zdołały przebić się do Grupy Światowej, a Patty po raz ostatni wystąpiła w barwach swojego kraju w kwietniu 2011 w konfrontacji ze Szwedkami w Lugano, gdzie zdobyła dwa punkty w grze pojedynczej. Ustanowiła wówczas nietypowy rekord – została najstarszą reprezentantką Helwecji w Pucharze Federacji, mając 32 lata i 123 dni.
Jej przygoda z letnimi igrzyskami olimpijskimi rozpoczęła się w 1996 roku w Atlancie, ale trafiła od razu na Conchitę Martínez i zdołała uskładać tylko trzy gemy. Po ośmiu latach przerwy w Atenach doszła do trzeciej rundy, a w Pekinie w 2008 do drugiej. W grze podwójnej osiągnęła ćwierćfinał z Martiną Hingis w 1996, potem nie przeszła już nigdy drugiej rundy.

### Podsumowanie kariery
Schnyder otrzymała od WTA nagrodę na Debiut Roku 1998.
Przez kilkanaście lat rywalizacji zgromadziła jedenaście singlowych i pięć deblowych tytułów turniejowych WTA. Doszła przynajmniej do ćwierćfinałów w trzech z czterech imprez Wielkiego Szlema (oprócz Wimbledonu, tam najdalej była w czwartej rundzie); była półfinalistką US Open w grze podwójnej i ćwierćfinalistką Australian Open w grze mieszanej; notowana w czołowej dziesiątce indywidualnego rankingu WTA; wraz z drużyną Szwajcarii wystąpiła w Pucharze Federacji, przez wiele lat była najlepszą tenisistką swojego kraju.

## Życie prywatne
Ma dwa koty, Mistera i Gizmo oraz australijskiego psa Tuckera. W wolnych chwilach czyta i ogląda filmy. Interesuje się wieloma sportami, w tym golfem, piłką nożną i bilardem. Jej ulubioną książką jest biografia Nelsona Mandeli. Podziwia pracę Jeana Zieglera (szwajcarski obrońca praw człowieka) i Michaela Moore’a.
5 grudnia 2003 w niemieckim Baden-Baden poślubiła Rainera Hofmanna (pochodzącego z Frankfurtu), który został jej trenerem. Małżeństwu z Hofmannem przeciwni byli rodzice Schnyder, a tenisistka zerwała z nimi kontakt.
Schnyder razem z mężem pisali książkę The White Mile, która miała zostać wydana jesienią 2011, jednak nie doszło do jej opublikowania.
26 kwietnia 2012 zostały sprzedane w aukcji meble Schnyder i jej męża, a także rakiety i piłki tenisowe należące do zawodniczki. Hofmannowie oddali je do przechowalni wiosną 2011, kiedy wyprowadzali się ze swojego domu w Bach w kantonie Schwyz. Nie uiścili jednak opłat za ich przetrzymywanie, które wzrosły do wysokości 380 tysięcy franków szwajcarskich. We wrześniu 2013 para ogłosiła separację. Małżeństwo zakończyło się rozwodem, jak podały media – z powodu niewierności Hofmanna.
W czerwcu 2014 roku ogłosiła, że spodziewa się narodzin pierwszego dziecka. 25 listopada urodziła córkę, której nadane zostały imiona Kim Ayla. Ojcem dziewczynki jest partner tenisistki, Niemiec Jan Heino. Para spotyka się od 2011 roku i mieszkają razem w pobliżu Hanoweru.

## Historia występów wielkoszlemowych
Legenda
     W, wygrany turniej
     F, przegrana w finale
     SF, przegrana w półfinale
     QF, przegrana w ćwierćfinale
     xR, przegrana w x rundzie
     Qx, przegrana w x rundzie kwalifikacji
     A, brak startu

### Występy w grze pojedynczej
| Turniej                | 1994 | 1995 | 1996 | 1997 | 1998 | 1999 | 2000 | 2001 | 2002 | 2003 | 2004 | 2005 | 2006 | 2007 | 2008 | 2009 | 2010 | 2011           | 2012 – 2014    | 2015           | 2016 | 2017 | 2018 | Tytuły | Z–P      |  |
| ---------------------- | ---- | ---- | ---- | ---- | ---- | ---- | ---- | ---- | ---- | ---- | ---- | ---- | ---- | ---- | ---- | ---- | ---- | -------------- | -------------- | -------------- | ---- | ---- | ---- | ------ | -------- |  |
| Australian Open        | A    | A    | A    | 4R   | 4R   | 2R   | 4R   | 1R   | 1R   | 4R   | SF   | QF   | QF   | 4R   | 2R   | 2R   | A    | 1R             | koniec kariery | koniec kariery | A    | A    | Q1   | 0 / 14 | 31 – 14  |  |
| French Open            | A    | A    | 1R   | 3R   | QF   | 3R   | 1R   | 2R   | 4R   | 4R   | 2R   | 4R   | 4R   | 4R   | QF   | 1R   | 1R   | 1R             | koniec kariery | koniec kariery | A    | A    | A    | 0 / 16 | 29 – 16  |  |
| Wimbledon              | A    | A    | 1R   | 1R   | 2R   | 1R   | 2R   | 3R   | 2R   | 1R   | 2R   | 1R   | 2R   | 4R   | 1R   | 1R   | 1R   | koniec kariery | koniec kariery | A              | A    | A    | Q1   | 0 / 15 | 10 – 15  |  |
| US Open                | A    | A    | A    | 3R   | QF   | 3R   | 2R   | 2R   | 3R   | 2R   | 4R   | 4R   | 4R   | 3R   | QF   | 2R   | 3R   | koniec kariery | koniec kariery | A              | A    | Q2   | 1R   | 0 / 15 | 31 – 15  |  |
|                        |      |      |      |      |      |      |      |      |      |      |      |      |      |      |      |      |      |                |                |                |      |      |      |        |          |  |
| Ranking na koniec roku | 786  | 152  | 64   | 26   | 11   | 21   | 25   | 37   | 15   | 23   | 14   | 7    | 9    | 16   | 14   | 43   | 44   | –              | –              | 740            | 304  | 144  | 286  | 0 / 60 | 101 – 60 |  |

### Występy w grze podwójnej
| Australian Open        | A | A   | A   | 1R | 2R | 3R | 3R | 1R | 1R | 1R | 2R | 1R | A  | 3R | 2R | QF | A   | 3R             | koniec kariery | koniec kariery | A | A | A | 0 / 13 | 14 – 13 |  |  |
| French Open            | A | A   | A   | 3R | QF | 3R | A  | 2R | QF | 3R | 3R | SF | 2R | 1R | 1R | QF | 1R  | 2R             | koniec kariery | koniec kariery | A | A | A | 0 / 14 | 24 – 14 |  |  |
| Wimbledon              | A | A   | A   | 2R | 1R | 1R | 1R | 2R | 2R | 1R | 3R | A  | A  | 1R | A  | A  | 1R  | koniec kariery | koniec kariery | A              | A | A | A | 0 / 10 | 5 – 10  |  |  |
| US Open                | A | A   | A   | 1R | QF | 1R | 2R | 1R | 2R | 2R | SF | QF | A  | 2R | 3R | 3R | 1R  | koniec kariery | koniec kariery | A              | A | A | A | 0 / 13 | 18 – 13 |  |  |
|                        |   |     |     |    |    |    |    |    |    |    |    |    |    |    |    |    |     |                |                |                |   |   |   |        |         |  |  |
| Ranking na koniec roku | – | 441 | 104 | 59 | 29 | 41 | 47 | 77 | 56 | 40 | 18 | 32 | –  | 87 | 52 | 31 | 110 | –              | –              | –              | – | – | – | 0 / 50 | 61 – 50 |  |  |

### Występy w grze mieszanej
| Australian Open | A | A | A | A | A  | A | A | A | A | A | A  | A | A | A | A | QF | A  | A              | koniec kariery | koniec kariery | A | A | A | 0 / 1 | 3 – 1 |  |  |
| French Open     | A | A | A | A | A  | A | A | A | A | A | A  | A | A | A | A | A  | 1R | A              | koniec kariery | koniec kariery | A | A | A | 0 / 1 | 0 – 1 |  |  |
| Wimbledon       | A | A | A | A | 2R | A | A | A | A | A | 1R | A | A | A | A | A  | A  | koniec kariery | koniec kariery | A              | A | A | A | 0 / 2 | 1 – 2 |  |  |
| US Open         | A | A | A | A | A  | A | A | A | A | A | 1R | A | A | A | A | 2R | A  | koniec kariery | koniec kariery | A              | A | A | A | 0 / 2 | 0 – 2 |  |  |
|                 |   |   |   |   |    |   |   |   |   |   |    |   |   |   |   |    |    |                |                |                |   |   |   |       |       |  |  |
|                 |   |   |   |   |    |   |   |   |   |   |    |   |   |   |   |    |    |                |                |                |   |   |   | 0 / 6 | 4 – 6 |  |  |

## Finały turniejów WTA
| Legenda                     | Legenda |
| --------------------------- | ------- |
| Wielki Szlem                |         |
| Igrzyska olimpijskie        |         |
| WTA Tour Championships      |         |
| Puchar Wielkiego Szlema     |         |
| 1988 – 2008                 |         |
| Kategoria I                 |         |
| Kategoria II                |         |
| Kategoria III               |         |
| Kategoria IV                |         |
| Kategoria V                 |         |
| 2009 – 2020                 |         |
| WTA Premier Mandatory       |         |
| WTA Premier 5               |         |
| WTA Premier                 |         |
| WTA International Series    |         |
| WTA 125K series (2012–2020) |         |

### Gra pojedyncza 27 (11–16)
| Końcowy wynik | Nr  | Data                 | Turniej         | Nawierzchnia    | Przeciwniczka      | Wynik finału        |
| ------------- | --- | -------------------- | --------------- | --------------- | ------------------ | ------------------- |
| Finalistka    | 1.  | 15 września 1996     | Karlowe Wary    | Ceglana         | Ruxandra Dragomir  | 2:6, 6:3, 4:6       |
| Zwyciężczyni  | 1.  | 18 stycznia 1998     | Hobart          | Twarda          | Dominique Monami   | 6:3, 6:2            |
| Zwyciężczyni  | 2.  | 22 lutego 1998       | Hanower         | Dywanowa (hala) | Jana Novotná       | 6:0, 2:6, 7:5       |
| Zwyciężczyni  | 3.  | 24 maja 1998         | Madryt          | Ceglana         | Dominique Monami   | 3:6, 6:4, 6:0       |
| Zwyciężczyni  | 4.  | 12 lipca 1998        | Maria Lankowitz | Ceglana         | Gala León García   | 6:2, 4:6, 6:3       |
| Zwyciężczyni  | 5.  | 19 lipca 1998        | Palermo         | Ceglana         | Barbara Schett     | 6:1, 5:7, 6:2       |
| Finalistka    | 2.  | 4 października 1998  | Monachium       | Twarda (hala)   | Venus Williams     | 2:6, 6:3, 2:6       |
| Zwyciężczyni  | 6.  | 10 stycznia 1999     | Gold Coast      | Twarda          | Mary Pierce        | 4:6, 7:6(5), 6:2    |
| Finalistka    | 3.  | 16 lipca 2000        | Klagenfurt      | Ceglana         | Barbara Schett     | 7:5, 4:6, 4:6       |
| Finalistka    | 4.  | 15 lipca 2001        | Wiedeń          | Ceglana         | Iroda Tulyaganova  | 3:6, 2:6            |
| Zwyciężczyni  | 7.  | 5 listopada 2001     | Pattaya         | Twarda          | Henrieta Nagyová   | 6:0, 6:4            |
| Finalistka    | 5.  | 21 kwietnia 2002     | Charleston      | Ceglana         | Iva Majoli         | 6:7(5), 4:6         |
| Zwyciężczyni  | 8.  | 14 października 2002 | Zurych          | Twarda          | Lindsay Davenport  | 6:7(5), 7:6(8), 6:3 |
| Zwyciężczyni  | 9.  | 8 stycznia 2005      | Gold Coast      | Twarda          | Samantha Stosur    | 1:6, 6:3, 7:5       |
| Finalistka    | 6.  | 15 maja 2005         | Rzym            | Ceglana         | Amélie Mauresmo    | 6:2, 3:6, 4:6       |
| Zwyciężczyni  | 10. | 18 lipca 2005        | Cincinnati      | Twarda          | Akiko Morigami     | 6:4, 6:0            |
| Finalistka    | 7.  | 23 października 2005 | Zurych          | Twarda (hala)   | Lindsay Davenport  | 6:7(5), 3:6         |
| Finalistka    | 8.  | 29 października 2005 | Linz            | Twarda (hala)   | Nadieżda Pietrowa  | 6:4, 3:6, 1:6       |
| Finalistka    | 9.  | 16 kwietnia 2006     | Charleston      | Ceglana         | Nadieżda Pietrowa  | 3:6, 6:4, 1:6       |
| Finalistka    | 10. | 30 lipca 2006        | Stanford        | Twarda          | Kim Clijsters      | 4:6, 2:6            |
| Finalistka    | 11. | 5 sierpnia 2007      | San Diego       | Twarda          | Marija Szarapowa   | 2:6, 6:3, 0:6       |
| Finalistka    | 12. | 28 października 2007 | Linz            | Twarda (hala)   | Daniela Hantuchová | 4:6, 2:6            |
| Finalistka    | 13. | 9 marca 2008         | Bangalore       | Twarda          | Serena Williams    | 5:7, 3:6            |
| Zwyciężczyni  | 11. | 14 września 2008     | Bali            | Twarda          | Tamira Paszek      | 6:3, 6:0            |
| Finalistka    | 14. | 12 lipca 2009        | Budapeszt       | Ceglana         | Ágnes Szávay       | 6:2, 4:6, 2:6       |
| Finalistka    | 15. | 11 lipca 2010        | Budapeszt       | Ceglana         | Ágnes Szávay       | 2:6, 4:6            |
| Finalistka    | 16. | 17 października 2010 | Linz            | Twarda (hala)   | Ana Ivanović       | 1:6, 2:6            |

## Występy w Turnieju Mistrzyń

### W grze pojedynczej
| Rok  | Rezultat | Przeciwniczka                                        | Wynik                                |
| 1998 | 1 runda  | Martina Hingis                                       | 6:4, 0:6, 3:6                        |
| 2002 | 1 runda  | Venus Williams                                       | 2:6, 6:7(7)                          |
| 2005 | RR       | Lindsay Davenport Marija Szarapowa Nadieżda Pietrowa | 3:6, 5:7 1:6, 6:3, 3:6 6:0, 5:7, 6:4 |

## Finały turniejów ITF
| turnieje z pulą nagród 100 000 $   |
| turnieje z pulą nagród 75/80 000 $ |
| turnieje z pulą nagród 50/60 000 $ |
| turnieje z pulą nagród 25 000 $    |
| turnieje z pulą nagród 15 000 $    |
| turnieje z pulą nagród 10 000 $    |

### Gra pojedyncza 14 (7-7)
| Rezultat     |    | Data       | Turniej    | ($)    | Naw.          | Przeciwniczka       | Wynik                  |
| Zwyciężczyni | 1. | 14/05/1995 | Nitra      | 10 000 | Ceglana       | Barbara Castro      | 1:6, 6:2, 6:3          |
| Zwyciężczyni | 2. | 21/05/1995 | Preszów    | 10 000 | Ceglana       | Jana Ondrouchová    | 6:1, 6:0               |
| Zwyciężczyni | 3. | 25/06/1995 | Cureglia   | 10 000 | Ceglana       | Camilla Kremer      | 6:2, 6:1               |
| Finalistka   | 1. | 03/09/1995 | Ateny      | 25 000 | Ceglana       | Henrieta Nagyová    | 2:6, 0:6               |
| Finalistka   | 2. | 21/04/1996 | Murcja     | 75 000 | Ceglana       | Elena Wagner        | 4:6, 3:6               |
| Finalistka   | 3. | 08/09/1996 | Bratysława | 75 000 | Ceglana       | Henrieta Nagyová    | 0:6, 4:6               |
| Zwyciężczyni | 4. | 05/08/2015 | Praga      | 10 000 | Ceglana       | Zuzana Luknarová    | 6:1, 6:2               |
| Finalistka   | 4. | 20/12/2015 | Bangkok    | 75 000 | Twarda        | Kaia Kanepi         | 3:6, 3:6               |
| Zwyciężczyni | 5. | 22/05/2016 | Båstad     | 10 000 | Ceglana       | Melanie Stokke      | 6:1, 6:3               |
| Finalistka   | 5. | 10/06/2017 | Essen      | 25 000 | Ceglana       | Kaia Kanepi         | 3:6, 7:6(5), 0:2 krecz |
| Zwyciężczyni | 6. | 01/07/2017 | Périgueux  | 25 000 | Ceglana       | Camilla Rosatelloi  | 6:4, 7:5               |
| Zwyciężczyni | 7. | 30/07/2017 | Horb       | 25 000 | Ceglana       | Conny Perrin        | 6:3, 6:1               |
| Finalistka   | 6. | 17/09/2017 | Biarritz   | 80 000 | Ceglana       | Mihaela Buzărnescu  | 4:6, 3:6               |
| Finalistka   | 7. | 05/11/2017 | Toronto    | 60 000 | Twarda (hala) | Ysaline Bonaventure | 6:7(3), 3:6            |

## Występy w igrzyskach olimpijskich

### Gra pojedyncza
Letnie Igrzyska Olimpijskie w Atlancie, 1996,
reprezentując państwo  Szwajcaria
| Etap     | Przeciwniczka                | Wynik    |
| -------- | ---------------------------- | -------- |
| 1. runda | Hiszpania: Conchita Martínez | 1:6, 2:6 |

Letnie Igrzyska Olimpijskie w Atenach, 2004,
reprezentując państwo  Szwajcaria
| Etap     | Przeciwniczka                | Wynik         |
| -------- | ---------------------------- | ------------- |
| 1. runda | Węgry: Petra Mandula         | 6:3, 6:4      |
| 2. runda | Słowacja: Daniela Hantuchová | 3:6, 6:1, 6:4 |
| 3. runda | Rosja: Swietłana Kuzniecowa  | 3:6, 3:6      |

Letnie Igrzyska Olimpijskie w Pekinie, 2008,
reprezentując państwo  Szwajcaria
| Etap     | Przeciwniczka                   | Wynik    |
| -------- | ------------------------------- | -------- |
| 1. runda | Stany Zjednoczone: Jill Craybas | 6:3, 6:2 |
| 2. runda | Austria: Sybille Bammer         | 4:6, 4:6 |

### Gra podwójna
Letnie Igrzyska Olimpijskie w Atlancie, 1996,
reprezentując państwo  Szwajcaria, partnerka Martina Hingis
| Etap        | Przeciwniczki                                      | Wynik         |
| ----------- | -------------------------------------------------- | ------------- |
| 1. runda    | Słowacja: Karina Habšudová, Radka Zrubaková        | 3:6, 6:4, 6:2 |
| 2. runda    | Belgia: Sabine Appelmans, Laurence Courtois        | 2:6, 6:1, 7:5 |
| ćwierćfinał | Holandia: Manon Bollegraf, Brenda Schultz-McCarthy | 4:6, 3:6      |

Letnie Igrzyska Olimpijskie w Atenach, 2004,
reprezentując państwo  Szwajcaria, partnerka Myriam Casanova
| Etap     | Przeciwniczki                                  | Wynik    |
| -------- | ---------------------------------------------- | -------- |
| 1. runda | Słowacja: Daniela Hantuchová, Janette Husárová | 6:3, 6:4 |
| 2. runda | Chiny: Yan Zi, Zheng Jie                       | 3:6, 3:6 |

Letnie Igrzyska Olimpijskie w Pekinie, 2008,
reprezentując państwo  Szwajcaria, partnerka Emmanuelle Gagliardi
| Etap     | Przeciwniczki                         | Wynik       |
| -------- | ------------------------------------- | ----------- |
| 1. runda | Grecja: Eleni Daniilidu, Ana Jerasimu | 6:0, 6:4    |
| 2. runda | Chiny: Yan Zi, Zheng Jie              | 3:6, 6:7(2) |